# 85gy busz (Budapest)
A budapesti 85-ös (gyors 85-ös) jelzésű autóbusz az Örs vezér tere és Kőbánya-Kispest között közlekedett. A viszonylatot a Budapesti Közlekedési Zrt. üzemeltette.

## Története
1977. július 1-jén 85-ös jelzéssel új gyorsjáratot indítottak az Örs vezér tere és az Újhegyi lakótelep, Tavas utca között, a kezdetekben Maglódi út – Sibrik Miklós út – Mádi utca – Tavas utca – Harmat utca – Sibrik Miklós út – Maglódi út útvonalon. 1981. június 13-ától már a Kada utcánál tért le a lakótelepre és a Mádi utca – Lavotta utca – Harmat utca – Tavas utca körüljárással a Bányató utcához áthelyezett végállomását. 1985. április 1-től csuklós buszok közlekedtek a vonalon. 1987. szeptember 1-jén útvonala Kőbánya-Kispest metróállomásig hosszabbodott. 2008. szeptember 8-ától 85E jelzéssel közlekedik.

## Útvonala
| Kőbánya-Kispest felé | Örs vezér tere felé |
| --- | --- |
| Örs vezér tere vá. – Fehér út – Élessarok – Jászberényi út – Maglódi út – Kada utca – Harmat utca – Tavas utca – Bányató utca – Sibrik Miklós út – felüljáró – Vak Bottyán utca – Kőbánya-Kispest vá. | Kőbánya-Kispest vá. – Vak Bottyán utca – felüljáró – Sibrik Miklós út – Bányató utca – Tavas utca – Harmat utca – Sibrik Miklós út – Mádi utca – Kada utca – Maglódi út – Jászberényi út – Élessarok – Fehér út – Örs vezér tere vá. |

## Megállóhelyei
| 0  | Örs vezér tere végállomás     | 23 | Gödöllői és csömöri HÉV 31, 32, 44, 45, 61, 61, 61E, 67, 85, 131, 144, 168, 176, 231, 244, 276E, 277, Expo, Rákoskert 3, 62 81, 82 Helyközi buszok |
| 7  | Kocka utca                    | 14 | 28, 37 |
| 10 | Kada utca                     | 11 | 85, 95, 185 |
| 11 | Lavotta utca                  | 10 | 85, 185 |
| ∫  | Sibrik Miklós út              | 8  | 68, 85, 117 |
| 13 | Újhegyi sétány                | 7  | 68, 85, 117 |
| 14 | Tavas utca                    | ∫  | 68, 85, 117 |
| 15 | Pára utca (↓) Mélytó utca (↑) | 6  | 85 |
| 16 | Bányató utca                  | 4  | 85 |
| 21 | Kőbánya-Kispest végállomás    | 0  | 48, 51, 68, 85, 93, 98, 98, 136, 151, 182, 184, 193E, 200, 282E, 284E, Keresztúr Helyközi buszok Kőbánya-Kispest                                   |